# Cubaris merulanoides
Cubaris merulanoides är en kräftdjursart som först beskrevs av Wahrberg 1922.  Cubaris merulanoides ingår i släktet Cubaris och familjen Armadillidae. Inga underarter finns listade i Catalogue of Life.